# Dogliani
Dogliani é uma comuna italiana da região do Piemonte, província de Cuneo, com cerca de 4.556 habitantes. Estende-se por uma área de 35 km², tendo uma densidade populacional de 130 hab/km². Faz fronteira com Belvedere Langhe, Bonvicino, Bossolasco, Cissone, Farigliano, Lequio Tanaro, Monchiero, Monforte d'Alba, Roddino, Somano.

## Demografia
| Variação demográfica do município entre 1861 e 2011                               |
|                                                                                   |
| Fonte: Istituto Nazionale di Statistica (ISTAT) - Elaboração gráfica da Wikipedia |